# Isadelphus caudatus
Isadelphus caudatus är en stekelart som först beskrevs av Léon Abel Provancher 1875.  Isadelphus caudatus ingår i släktet Isadelphus och familjen brokparasitsteklar. Inga underarter finns listade i Catalogue of Life.